# 195
| 195                |
| ------------------ |
| Dødsfald - Fødsler |
|                    |

| Gregoriansk kalender | 195 CXCV                |
| Ab urbe condita      | 948                     |
| Armensk kalender     | I/T                     |
| Kinesiske kalender   | 2891 – 2892 甲戌 – 乙亥 |
| Etiopisk kalender    | 187 – 188               |
| Jødisk kalender      | 3955 – 3956             |
| Hindukalendere       |                         |
| - Vikram Samvat      | 250 – 251               |
| - Shaka Samvat       | 117 – 118               |
| - Kali Yuga          | 3296 – 3297             |
| Iransk kalender      | 427 BP – 426 BP         |
| Islamisk kalender    | 440 BH – 439 BH         |

Se også 195 (tal)